# Bobrowo (rejon leniński)
Bobrowo (ros. Боброво) – osiedle typu miejskiego w Rosji, w obwodzie moskiewskim, w rejonie lenińskim. W 2021 liczyło 13 259 mieszkańców.